# ملکه سرخ و ملکه سفید
ملکهٔ سرخ و ملکهٔ سفید نام دو ابررایانه‌ای هستند که در سری رزیدنت ایول وجود داشته و متعلق به شرکت آمبرلا می‌باشند.

## ملکهٔ سرخ
ملکهٔ سرخ، رایانهٔ مرکزی شرکت آمبرلا است که تمامی اطلاعات سری و پژوهش‌های مختلف علمی شرکت در آن قرار داشت. این یک رایانهٔ هوشمند بود که کار صداگذاری آن را Tara Platt انجام داد. این ابررایانه برای نخستین بار در سناریو "آغاز ۱" (Beginnings 1) در بازی رزیدنت ایول: تاریخچه آمبرلا دیده شد. نخستین هدف از ساخت این ابررایانه، حفاظت از اطلاعات سری و دارایی‌های شرکت آمبرلاست. هدف دوم، حفاظت از جان مأموران آمبرلا و هدف سوم، نامشخص می‌باشد؛ به این دلیل که آلبرت وسکر تمامی داده‌های این رایانه را برای خود برداشت و سپس با پاک نمودن این داده‌ها از ملکهٔ سرخ، حافظهٔ این رایانه را پاک کرد.
این رایانه در ابتدا در مقر پژوهشی آمبرلا در کوهستان آرکلی قرار داشت اما در جریان طغیان ویروس T در کوهستان آرکلی، اطلاعات این رایانه توسط سرگئی ولادیمیر به مکان دیگری منتقل گشت. آلبرت وسکر در جریان رویداد عمارت توسط تایرانت کشته شد؛ اما این مرگ نمایشی بود. او پس از بیدار شدن تلاش کرد تا به اطلاعات ملکهٔ سرخ دست یابد اما به دلیل انتقال اطلاعات توسط سرگئی ولادیمیر، موفق به این کار نشد و رایانه را منهدم کرد. این رایانه برای آخرین بار در مقر آمبرلا در روسیه قرار داشت. آلبرت وسکر پس از نابود کردن سرگئی ولادیمیر به تمامی اطلاعات شرکت آمبرلا دست یافت و سپس حافظهٔ این ابررایانه را پاک کرد.

### نکات جالب
- ابررایانهٔ ملکهٔ سرخ در نخستین سری از فیلم‌های سینمایی رزیدنت ایول نیز وجود داشت. در این فیلم، ملکهٔ سرخ در مقر هایو قرار داشت.
- در بازی شیطان هم می‌گرید ۴، شخصیت «نرو» دارای یک شمشیر به نام ملکهٔ سرخ می‌باشد. این بازی نیز توسط شرک کپ‌کام ساخته شده‌است.

## ملکهٔ سفید
ملکهٔ سفید نام یکی از رایانه‌های مرکزی شرکت آمبرلاست. وظایف این رایانه نامشخص است و فقط یک بار در رزیدنت ایول: تاریخچه آمبرلا و در سناریو «تولد دوباره» (Rebirth) در کنار ملکهٔ سرخ نمایش داده شد.

### نکات جالب
- رایانهٔ ملکهٔ سفید در سومین سری از فیلم‌های سینمایی رزیدنت ایول وجود داشت. در این فیلم، ملکهٔ سفید در حقیقت یک هوش مصنوعی بود که Madeline Carroll در نقش ملکهٔ سفید این نقش را ایفا کرد.[۲]